# Острів мрії (Москва)

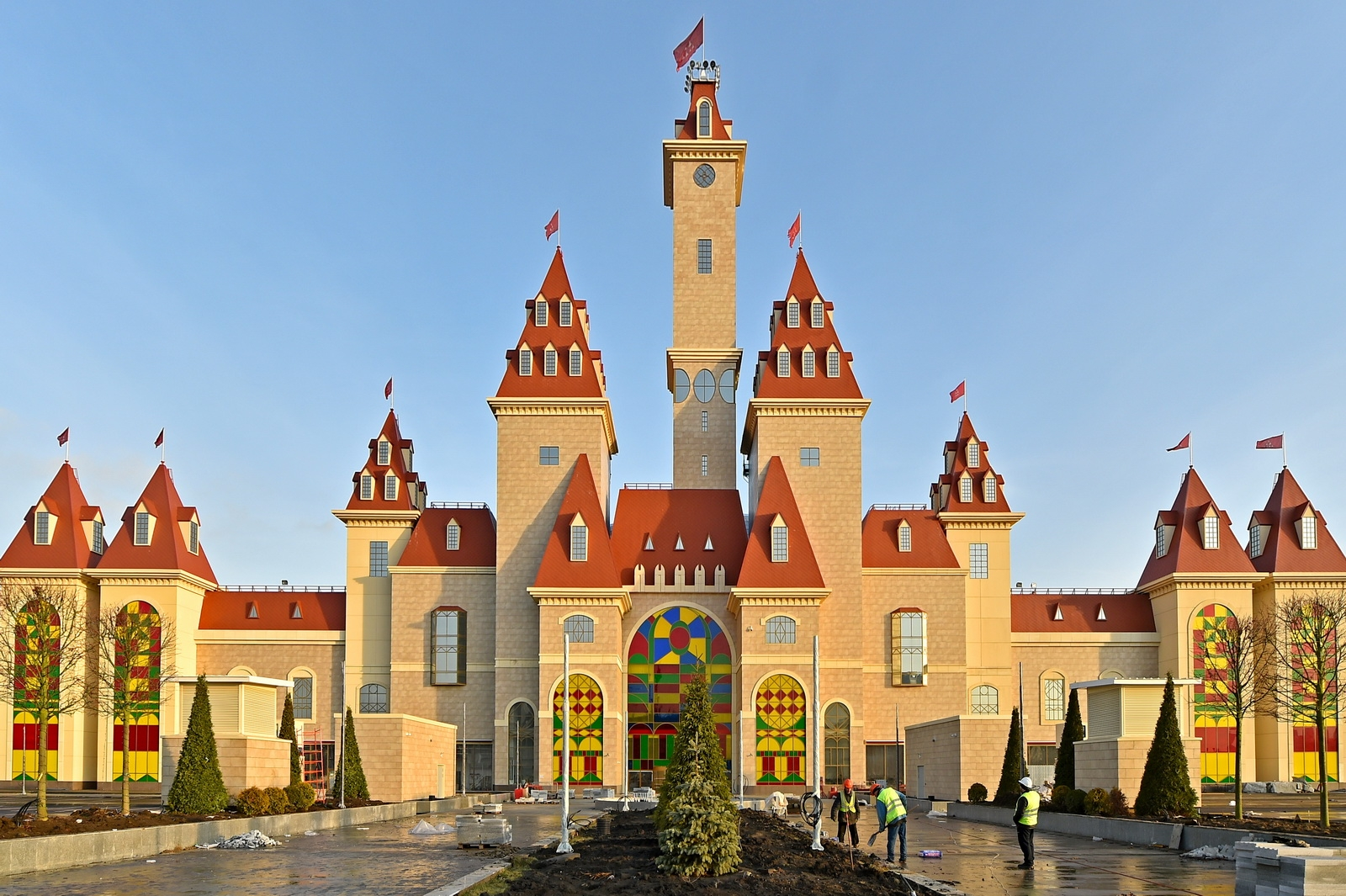

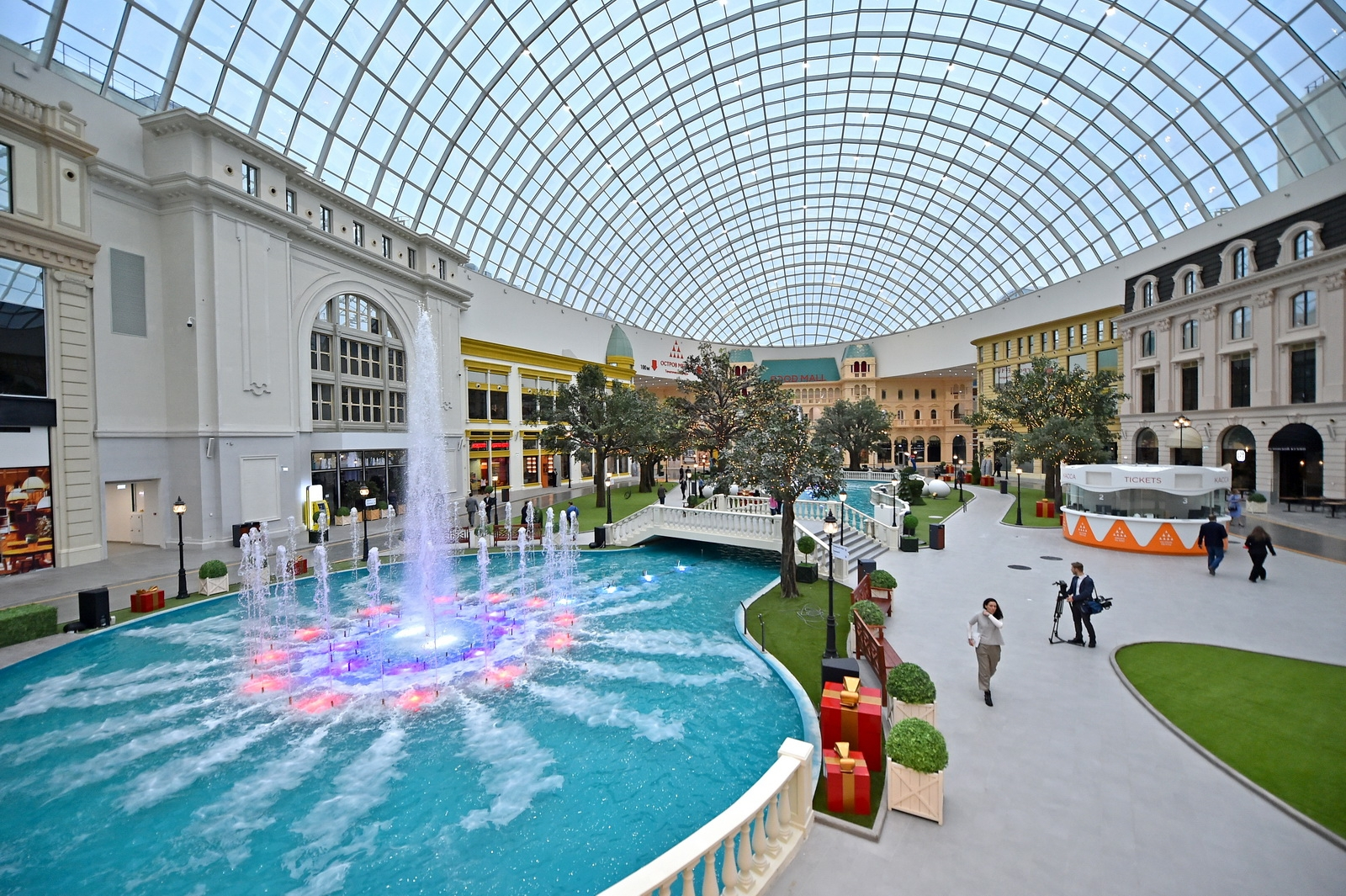
Атріум міського променаду

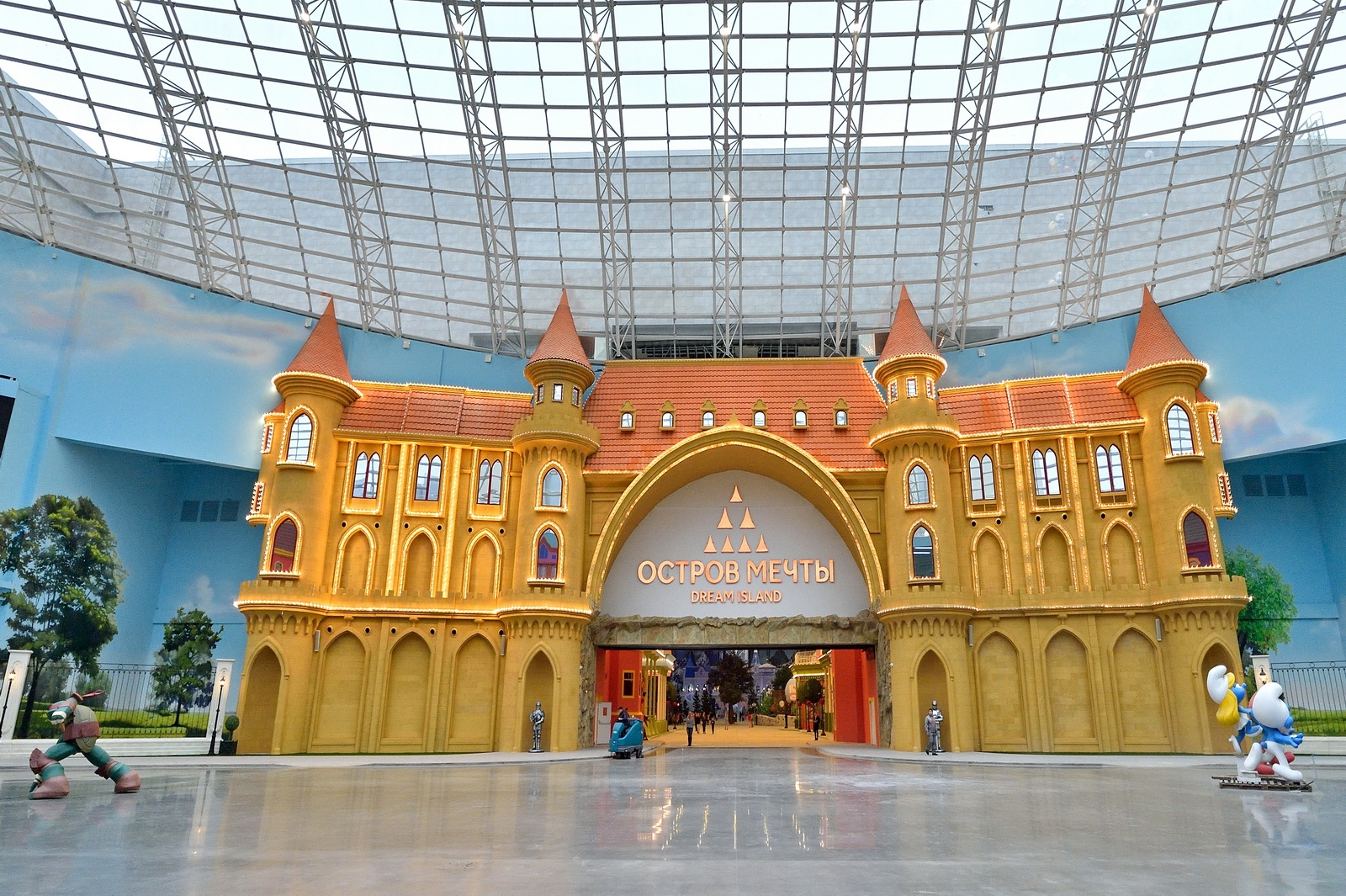
Вхід в парк розваг з торгового центру

Остров мечты (Dream Island) — перший міський курорт Росії, що має найбільший критий тематичний парк розваг в Європі, торгово-розважальний комплекс і ландшафтний парк з набережною, що розташований у Нагатінській заплаві, у районі Нагатінський Затон Південного адміністративного округу Москви. Відкрито для відвідувачів 29 лютого 2020 року.

## Структура
Тематичний парк розваг є єдиною будівлею, усередині якої в західній частині знаходяться торгові галереї площею 220 тис. м², а в східній — атракціони на площі 80 тис м². На прилеглій території створено ландшафтний парк площею 44 га та впорядкована набережна.

### Міський променад
Міський променад «Острова мрії» є критим торгово-розважальним комплексом, розділеним на 4 тематичні торгові галереї: вулиця Лондона, вулиця Барселони, вулиця Риму і вулиця Беверлі-Гіллз; і 3 критих атріумів. Центральний атріум — тематична торгова площа «Москва», накрита найбільшим в Європі скляним куполом площею 8 тис. м² і 25 метрів заввишки. Загальна площа скління покрівлі склала 28 тис м². У міському променаді розташуються 120 крамниць і ресторанів, а також кінотеатр на 17 залів (серед них і зал IMAX) і багатофункціональний концертний зал на 3500 місць.

### Парк розваг
Критий парк розваг «Острів мрії» спроектовано британськими архітектурними компаніями Cunningham Architects, Chapman Taylor (майстер-план і архітектура) та італійським архітектурним бюро Land Milano (ландшафтний дизайн, адаптація — Артеза). Простір поділено на 9 тематичних зон з 35 різноманітними атракціонами та розвагами для дітей і дорослих (серед них 5 шоу і 5 екстремальних атракціонів), 18 ресторанами і 10 крамницями. У всіх зонах парку розваг є сесії «meet & greet» з 26 персонажами тривалістю від 5 до 15 хвилин. Доступ в парк розваг — платний, за квитками (категорії: дорослий або дитячий, вихідний або будній день) з безлімітним відвідуванням всіх атракціонів і розваг. У парку також діє додаткова платна послуга «fast pass» для проходу на деякі атракціони без черги, аналогічна системам, діючим в парках розваг Disneyland і Universal Studios.
У парку розваг представлені наступні тематичні зони:
- Казкове село — вхідна тематична зона, побудована на основі локацій і персонажів з казки «Золотий ключик, або Пригоди Буратіно».
- Село Смурфіки — тематична зона побудована за ліцензією компанії IMPS S.A. на основі франшизи The Smurfs[en], розташована у центральній частині парку розваг на площі 3,5 тис м² і містить переважно дитячі та сімейні атракціони та розваги.
- Hello Kitty — тематична зона побудована у вигляді рожевого зефірного замку за ліцензією компанії Sanrio на основі популярного японського бренду Hello Kitty, містить дитячі та сімейні атракціони і розваги переважно для жіночої аудиторії.
- Черепашки-ніндзя — тематична зона «Нью-Йорк» побудована за ліцензією телеканалу Nickelodeon на основі франшизи Teenage Mutant Ninja Turtles і містить переважно дорослі екстремальні атракціони та розваги.
- Мауглі у країні динозаврів — оригінальна та найбільша тематична зона «Острова мрії» побудована у стилі джунглів і займає площу 10 тис м².
- Покинутий будинок — оригінальна тематична зона побудована у вигляді чорної зловісної садиби Графа Страхова, оточеного горгульями.
- Готель Трансільванія — тематична зона побудована за ліцензією Sony Pictures Consumer Products на основі локації і персонажів американської серії мультфільмів «Монстри на канікулах», містить сімейні атракціони і розваги.
- Гонка Мрії — оригінальна тематична зона, стилізована під футуристичне місто майбутнього.
- Замок Снігової Королеви — тематична зона побудована на основі локації і персонажів казки данського письменника Ганса Крістіяна Андерсена «Снігова королева» і оформлена у зимовій стилістиці.

### Ландшафтний парк
Упорядкований природний ландшафтний парк «Острів мрії» загальною площею 44 га спроектовано італійським архітектурним бюро Land Milano. Для ландшафтного парку створено спеціальний проект художньо-архітектурного підсвічування, що передбачає оформлення вечірньої світлокольорового середовища. Центральна пішохідна алея і дві автомобільні парковки ділять ландшафтний парк на північну і південну частину. 
При впорядкуванні зберегли близько 7 тисяч дерев, які росли тут ще з часів колишнього парку імені 60-річчя Жовтня та пересадили 200 дерев великого розміру, оберігаючи тим самим їх від можливої вирубки, а також висадили понад 500 нових дерев. 
Сам парк розділений основною будівлею «Острів мрії» на північну і південну. Північна частина ландшафтного парку має горбистий рельєф і призначена переважно для активного спортивного відпочинку. У ній облаштовані зони для йоги і воркаута, бігові та велодоріжки та спортивні майданчики. Південна частина ландшафтного парку призначена переважно для сімейного відпочинку. Там побудовані дитячі майданчики і кінотеатр простонеба.

## Транспорт
У тематичний парк можна дістатися на метро або МЦК — від станції «Технопарк» Замоскворецької лінії через проспект Андропова є надземний пішохідний перехід з траволаторами (відкрито 8 липня 2019), а від станцій «Кожуховська» і «ЗІЛ» курсують безкоштовні шатли S1 і S2. Також на проспекті Андропова поруч з парком зупиняються автобуси № Т67, 156, 299, 608, 670 і 901.
25 грудня 2019 року через Москву-ріку відкрито Кожуховський міст (автомобільний + пішохідний), який сполучив Нагатінську заплаву, де розташований парк, з Південнопортовим районом на іншому березі річки.